# Limanskij rajon
Il Limanskij rajon in russo Лиманский район? è un rajon dell'Oblast' di Astrachan', nella Russia europea; il capoluogo è Liman. Istituito nel 1943, ricopre una superficie di 2.100 chilometri quadrati ed ospita una popolazione di circa 33.000 abitanti.